# Johan Salomon
Johan Salomon (Noruega; 7 de mayo de 1997) es un gran maestro de ajedrez noruego.

## Carrera de ajedrez
Salomon recibió el título de Maestro FIDE en 2014.
En 2015 fue nombrado Maestro Internacional y en 2017 fue nombrado Gran Maestro. Salomon recibió su primera norma de Gran Maestro en el torneo de Sitges de 2015 tras terminar en primer puesto.
En 2016, Salomon ganó el Campeonato de Ajedrez de Noruega. Salomon recibió su segunda norma en la Semana de Ajedrez Manhem de 2016 en Gotemburgo, Västra Götaland, Suecia, y su tercera y última norma en el Torneo Abierto de Ajedrez XIX de Dubái de 2017.